# Pak Song-chol (cầu thủ bóng đá, sinh 1987)
Đây là một tên người Triều Tiên, họ là Pak.
Pak Song-chol (tiếng Triều Tiên: 박성철; Hancha: 朴成哲; sinh ngày 24 tháng 9 năm 1987) là một cầu thủ bóng đá người CHDCND Triều Tiên thi đấu cho Visakha.
Pak thi đấu cho CHDCND Triều Tiên ở Giải vô địch bóng đá thế giới 2010. Anh cũng thi đấu tại Giải vô địch bóng đá U-20 thế giới 2007.

## Thống kê sự nghiệp

### Quốc tế
| Đội tuyển quốc gia CHDCND Triều Tiên | Đội tuyển quốc gia CHDCND Triều Tiên | Đội tuyển quốc gia CHDCND Triều Tiên |
| Năm                                  | Số trận                              | Bàn thắng                            |
| ------------------------------------ | ------------------------------------ | ------------------------------------ |
| 2007                                 | 2                                    | 0                                    |
| 2008                                 | 6                                    | 6                                    |
| 2009                                 | 1                                    | 0                                    |
| 2010                                 | 6                                    | 2                                    |
| 2011                                 | 7                                    | 0                                    |
| 2012                                 | 9                                    | 2                                    |
| 2013                                 | 0                                    | 0                                    |
| 2014                                 | 5                                    | 1                                    |
| 2015                                 | 3                                    | 0                                    |
| Tổng cộng                            | 39                                   | 11                                   |

Thống kê chính xác tính đến trận đấu diễn ra ngày vào ngày 18 tháng 1 năm 2015

### Bàn thắng cho đội tuyển quốc gia
| #  | Ngày                | Địa điểm           | Đối thủ           | Tỉ số | Kết quả | Giải đấu                |
| -- | ------------------- | ------------------ | ----------------- | ----- | ------- | ----------------------- |
| 1  | 31 tháng 7 năm 2008 | Hyderabad, Ấn Độ   | Sri Lanka         | 2–0   | 3–0     | Cúp Challenge AFC 2008  |
| 2  | 31 tháng 7 năm 2008 | Hyderabad, Ấn Độ   | Sri Lanka         | 3–0   | 3–0     | Cúp Challenge AFC 2008  |
| 3  | 2 tháng 8 năm 2008  | Hyderabad, Ấn Độ   | Nepal             | 1–0   | 1–0     | Cúp Challenge AFC 2008  |
| 4  | 13 tháng 8 năm 2008 | New Delhi, Ấn Độ   | Myanmar           | 1–0   | 4–0     | Cúp Challenge AFC 2008  |
| 5  | 13 tháng 8 năm 2008 | New Delhi, Ấn Độ   | Myanmar           | 2–0   | 4–0     | Cúp Challenge AFC 2008  |
| 6  | 13 tháng 8 năm 2008 | New Delhi, Ấn Độ   | Myanmar           | 3–0   | 4–0     | Cúp Challenge AFC 2008  |
| 7  | 19 tháng 2 năm 2010 | Colombo, Sri Lanka | Kyrgyzstan        | 1–0   | 4–0     | Cúp Challenge AFC 2010  |
| 8  | 24 tháng 2 năm 2010 | Colombo, Sri Lanka | Myanmar           | 3–0   | 5–0     | Cúp Challenge AFC 2010  |
| 9  | 1 tháng 12 năm 2012 | Hồng Kông          | Đài Bắc Trung Hoa | 0–2   | 1–6     | Cúp bóng đá Đông Á 2013 |
| 10 | 9 tháng 12 năm 2012 | Hồng Kông          | Hồng Kông         | 0–4   | 0–4     | Cúp bóng đá Đông Á 2013 |
| 11 | 2 tháng 11 năm 2014 | Manama             | Bahrain           | 2–2   | 2–2     | Giao hữu                |